# Acacia shrevei
Acacia shrevei é uma espécie de leguminosa do gênero Acacia, pertencente à família Fabaceae.